# Polemon (släkte)
Polemon är ett släkte giftormar som finns i Afrika. Släktet innehåller 13 arter.

## Kännetecken
Huvudet är inte märkbart markerat från resten av kroppen, rund nos och små ögon. Fjällen är glansiga och ormarna har en kort svans som slutar i en spets. Grävande ormar, som gärna gräver ner sig bland löv och ruttnande grenar.

## Arter
- Polemon acanthias (engelska: Reinhardt's Snake-eater)
- Polemon barthii (engelska: Guinea Snake-eater)
- Polemon bocourti (engelska: Bocourt's Snake-eater)
- Polemon christyi (engelska: Eastern Snake-eater)
- Polemon collaris (engelska: Collared Snake-eater
- Polemon fulvicollis (engelska: African Snake-eater)
- Polemon gabonensis (engelska: Gabon Snake-eater)
- Polemon gracilis (engelska: Graceful Snake-eater)
- Polemon griseiceps (engelska: Cameroon Snake-eater)
- Polemon leopoldi (engelska: Rwandan Snake-eater)
- Polemon neuwiedi (engelska: Ivory Coast Snake-eater)
- Polemon notatus (engelska: Spotted Snake-eater)
- Polemon robustus